# سن-سیلور، کبک
سن-سیلور (به فرانسوی: Saint-Sylvère) شهری در منطقه شهری بکانکور ناحیه سانتر-دو-کبک در استان کبک کانادا است. در سرشماری سال ۲۰۱۱ این شهر ۸۴۳ نفر جمعیت داشته‌است و مساحت آن ۸۵٫۰۲ کیلومتر مربع است.